# Кунін Володимир Володимирович
Кунін Володимир Володимирович, справжнє прізвище Фейнберг (19 червня 1927, Ленінград — 4 лютого 2011, Мюнхен) — російський письменник, сценарист. Лауреат Державної премії СРСР (1982). Член Спілки кінематографістів Росії, Союзу письменників Росії. Почесний член Міжнародної асоціації письменників і публіцистів.
Син кінорежисера і сценариста В. Б. Фейнберга.
Закінчив Вищу школу тренерів при Інституті фізкультури та спорту ім. Лесгафта (1954). Працював водієм таксі, артистом «Союздержцирку».
Широку популярність придбав, завдяки кінострічкам, знятим за його книгами і сценаріями. Серед них: «Хроніка пікируючого бомбардувальника» (1967), «Интердівчина» (1989), Ті, що зійшли з небес (1989), українська стрічка «Ребро Адама» (1990), «Чокнуті» (1991), «Сволота» (2005), «Правосуддя вовків» (2009) і багато інших. Всього за сценаріями Куніна знято більше двох десятків кінокартин.
З 1994 р. жив у Німеччині. Пішов з життя 4 лютого 2011 року в Мюнхені.